# Khīchand
Khīchand är en ort i Indien.   Den ligger i distriktet Jodhpur och delstaten Rajasthan, i den nordvästra delen av landet, 500 km väster om huvudstaden New Delhi. Khīchand ligger 229 meter över havet och antalet invånare är 6 384.
Terrängen runt Khīchand är platt, och sluttar norrut. Runt Khīchand är det ganska tätbefolkat, med 67 invånare per kvadratkilometer. Närmaste större samhälle är Phalodi, 4,4 km väster om Khīchand. Omgivningarna runt Khīchand är i huvudsak ett öppet busklandskap.